# Limnephilus labus
Limnephilus labus är en nattsländeart som beskrevs av Ross 1941. Limnephilus labus ingår i släktet Limnephilus och familjen husmasknattsländor. Inga underarter finns listade i Catalogue of Life.